# Olaf Ciszak
Olgierd Olaf Ciszak (ur. 11 września 1977 r. w Żarach) – polski rysownik komiksów, ilustrator, storyboardzista, twórca animacji.

## Działalność
W latach 1995–2000 członek grupy artystycznej TYNK. Twórca komiksów: Karsten Stororz oraz W rytmie Diezla (do scenariusza Radosława Kleczyńskiego). Rysownik pełnometrażowej animacji Jeż Jerzy, twórca animacji dla Catmood oraz 4fun.tv. Stały współpracownik magazynu komiksowego Ziniol, publikował również w Pro Publico Bono, Poradniku chowu świń, Komiks Forum, Alei Komiksu, Produkcie, Magii i Mieczu, Maci Pariadce, Plastiku, Ricie Baum, Imperium Kobiet, Men's Healt, Gazecie Wyborczej oraz Nowej Fantastyce.
Zdobywca drugiej nagrody na Międzynarodowym Festiwalu Komiksu w Łodzi w 1998 roku oraz wyróżnienia za pracę w kolorze w roku 2000 (za komiksy z cyklu Karsten Stororz).